# Hannelore Raepke
Hannelore Raepke (née Sadau le 25 octobre 1935 à Berlin-Charlottenbourg) est une athlète allemande spécialiste du sprint, ayant représenté l'Allemagne de l'Est. Elle participe aux Jeux olympiques de Rome, en 1960, sur 100 mètres et 200 mètres, mais est éliminée en séries dans les deux épreuves. Elle est vice-championne d'Europe sur 200 mètres en 1958.

## Biographie

### Palmarès
| Date | Compétition           | Lieu      | Résultat | Épreuve   | Performance |
| ---- | --------------------- | --------- | -------- | --------- | ----------- |
| 1958 | Championnats d'Europe | Stockholm | 2e       | 200 m     | 24 s 3      |
| 1958 | Championnats d'Europe | Stockholm | 6e       | 4 × 100 m | 46 s 4      |
| 1962 | Championnats d'Europe | Belgrade  | 5e       | 100 m     | 11 s 6      |

### Records
| Épreuve    | Performance | Lieu | Date |
| ---------- | ----------- | ---- | ---- |
| 100 mètres | 11 s 4      |      | 1963 |
| 200 mètres | 23 s 6      |      | 1962 |